# 莉萨·里德
莉萨·里德（英語：Lisa Read，1973年8月26日—），澳大利亚女子竞技体操运动员。她曾代表澳大利亚参加1990年英联邦运动会体操比赛，获得一枚银牌。她也曾参加1992年夏季奥林匹克运动会。